# Якё
Якё (альтернативные названия — яко, йако, йакурр, экури, угеп), народ в Нигерии, населяющий левый берег среднего течения реки Кросс. Численность составляет 50 тысяч человек. Народ включает в себя субэтнические группы укор (угеп), идоми, нко, экури, нкпани. Говорят на языках локё (лукё, ликё) бенуэ-конголезской группы нигеро-кордофанской семьи (диалекты — нкпани и угеп).

## Религии
Большинство населения является приверженцами традиционных верований (культы предков, одушевлённых сил природы, фетишизм, магия и ведовство; в прошлом существовал ритуальный каннибализм), также есть христиане-протестанты и последователи афро-христианских церквей .

## Быт
Согласно легенде, представители этого народа пришли на реку Кросс с востока. Занимаются, в основном, ручным земледелием (ямс, маниок, кукуруза, земляной орех, бананы, бобовые), охотой, сбором плодов масличной пальмы, разведением мелкого рогатого скота, свиней, кур. Развиты такие ремёсла, как кузнечество, ткачество, гончарство, резьба по дереву, плетение. Живут в крупных компактных деревнях, типичное жилище — прямоугольная хижина со стенами на деревянном каркасе с двускатной крышей из пальмовых листьев и веток, а иногда — круглая хижина с конической крышей. Традиционная одежда народа якё — набедренные повязки. Пища в основном растительная (похлёбки, каши с острыми приправами ).

## Семья
В основе традиционной социальной организации лежат деревенские и большесемейные общины, матрилинейные и патрилинейные роды, возрастные институты, корпоративные охотничьи ассоциации, мужские тайные общества «людей-лепардов» (Нкпе), Окенка, Корта, Икпункара, Обам, женское тайное общество Экурусо. Часто встречается полигиния, покупной брак, двусторонний кросскузенный брак. Наиболее распространены такие жанры фольклора, как сказки, песни, космогонические мифы (Львова, 1984: 107).